# Massimiliano Lelli
Massimiliano Lelli (Manciano, Toscana, 2 de desembre de 1967) és un ciclista italià, ja retirat, que fou professional entre 1989 i 2004.
En el seu palmarès hi ha una vintena de victòries, entre elles dues etapes al Giro d'Itàlia. En aquesta mateixa cursa finalitzà tercer en l'edició de 1991, quan també guanyà la Classificació dels joves, i quart en la de 1993. El 1994 es proclamà Campió d'Itàlia en contrarellotge individual.
El 2004 es va veure implicat en l'afer Cofidis de dopatge, arribant a ser detingut, cosa que l'obligà a posar punt-i-final a la seva carrera professional.

## Palmarès
- 1990
  - Vencedor d'una etapa de la Tirrena-Adriàtica
- 1991
  - Vencedor de 2 etapes del Giro d'Itàlia i  1r de la Classificació dels joves
- 1992
  - Vencedor d'una etapa del Giro de la Pulla
- 1993
  - 1r al Giro de Toscana
- 1995
  -  Campió d'Itàlia en contrarellotge
  - 1r a la Setmana Ciclista Lombarda i vencedor de 3 etapes
- 1996
  - 1r a la Volta a Portugal i vencedor de 6 etapes i de la classificació per punts
- 1997
  - 1r a l'USPro Championship
- 2003
  - 1r al Tour del Llemosí

### Resultats al Tour de França
- 1991. Abandona (12a etapa)
- 1992. Abandona (7a etapa)
- 1995. 43è de la classificació general
- 1996. 25è de la classificació general
- 1997. 47è de la classificació general
- 1998. 36è de la classificació general
- 1999. 34è de la classificació general
- 2000. 27è de la classificació general
- 2001. 67è de la classificació general
- 2002. 14è de la classificació general
- 2003. 15è de la classificació general

### Resultats al Giro d'Itàlia
- 1989. Abandona (4a etapa)
- 1990. 9è de la classificació general
- 1991. 3r de la classificació general. Vencedor de 2 etapes.  1r de la Classificació dels joves
- 1992. 12è de la classificació general
- 1993. 4t de la classificació general
- 1994. Abandona (14a etapa)
- 1995. Abandona (14a etapa)

### Resultats a la Volta a Espanya
- 1994. 23è de la classificació general
- 1996. Abandona (9a etapa)
- 1999. 49è de la classificació general
- 2001. 44è de la classificació general
- 2002. Abandona (15a etapa)